# ديك هايد
ديك هايد (بالإنجليزية: Dick Hyde)‏ هو لاعب كرة قاعدة أمريكي، ولد في 3 أغسطس 1928 في هيندزبورو في الولايات المتحدة.

## روابط خارجية
- ديك هايد على موقع دوري كرة القاعدة الرئيسي (الإنجليزية)
- ديك هايد على موقعبيزبول رفرنس.كوم (الدوري الرئيسي) (الإنجليزية)
- ديك هايد على موقعبيزبول رفرنس.كوم (الدوري الثانوي) (الإنجليزية)